# Phyllophaga izucarana
Phyllophaga izucarana är en skalbaggsart som beskrevs av Moron och Aragon 1997. Phyllophaga izucarana ingår i släktet Phyllophaga och familjen Melolonthidae. Inga underarter finns listade i Catalogue of Life.